# ファンダメンタル・フィルムズ
上海ファンダメンタル・フィルムズ（しゃんはい-、中国語:上海基美影业股份有限公司、英語:Shanghai Fundamental Films Inc.）は、中華人民共和国・上海市に本社を置く映画製作・配給会社。2012年にフランスの映画会社ヨーロッパ・コープとの間で戦略的業務提携を締結して以来、同社の中国における唯一のパートナー企業として、映画の共同製作を行っている。また、2016年よりヨーロッパ・コープの主要株主となっている。

## 略歴
- 2012年7月：ヨーロッパ・コープとの間で映画製作に関する戦略的業務提携契約を締結[4][6]。
- 2014年7月：ヨーロッパ・コープと映画『ウォリアー・ゲート 時空を超えた騎士』の共同製作に関する契約を締結。同作は両社が共同製作を行う初の作品となった[7]。
- 2015年：
  - 3月：2016年までに上記『ウォリアー・ゲート』を含む15本以上の映画作品の製作に、総額3億2000万ドルを出資することを発表[8][9]。
  - 5月：ヨーロッパ・コープとの業務提携の期間を5年間延長することを発表。同時に映画『ヴァレリアン 千の惑星の救世主』の製作に5000万ドルを出資することが発表される[10]。
- 2016年9月：ヨーロッパ・コープの保有する株式の27.9%を取得。これにより、同社の主要株主となる[5][11][3][12]。
- 2018年8月：同年上半期の純利益において1150万ドルの損失を計上。2016年、2017年の損失額を含め3年間で約1億3500万ドルの純損失となる。この不調の原因は、同社が2016年から2017年にかけて出資および製作に参加した映画作品の多くが興行不振に陥り、十分な収入を得られなかったことによるものとされている[13][14]。

## 映画
※インターネット・ムービー・データベースの情報より。
以下、日本語題のある作品のみを記載する。
| 公開年 | 日本語題/原題                                                             | 共同製作会社 |
| ------ | ------------------------------------------------------------------------- | --- |
| 2011年 | シャドウ・ファイター The Blood Bond                                       | ACE Studios、B&E Productions、First Born Productions                                                                       |
| 2015年 | トランスポーター イグニション The Transporter Refueled                    | ヨーロッパ・コープ、TF1 Films Production、Belga Films                                                                      |
| 2016年 | メン・イン・キャット Nine Lives                                           | ヨーロッパ・コープ |
| 2016年 | ウォリアー・ゲート 時空を超えた騎士 The Warrior's Gate                    | ヨーロッパ・コープ |
| 2017年 | ヴァレリアン 千の惑星の救世主 Valerian and the City of a Thousand Planets | ヨーロッパ・コープ、River Road Entertainment、Gulf Film、Universum Film                                                    |
| 2017年 | リミット・オブ・アサシン 24 Hours to Live                                 | Thunder Road Pictures、Film Afrika Worldwide                                                                               |
| 2018年 | レプリカズ Replicas                                                       | Company Films、Di Vonaventura Pictures、Riverstone Pictures、Remstar Studios Lotus Entertainment、Ocean Park Entertainment |